# قائمة شخصيات فيلادلفيا دائما مشمسة
قائمة شخصيات فيلاديلفيا دائِماً مُشمِسة؛ مُسلسل كوميدي أمريكي، عُرض على قَناة «FX» في 4 أغسطس، 2005. نُقِل المُسلسل إلى قناة "FXX" في مَوسِمهُ التاسِع. المُسلسل من إعداد روب ماكيلهيني، الذي طَورهُ مع غلين هاورتون. أنتجهُ وكَتَبهُ ماكيلهيني، هاورتون وتشارلي داي، الذينَ ظهروا في المُسلسل مع كايتلين اولسون وداني ديفيتو. يُتابع المُسلسل مُغامرات «الشلّة»، مَجموعة من الأصدِقاء الأنانيين الذين يُديرون حانة «باديز» في جَنوب فيلاديلفيا.

## شخصيات رئيسية

### نظرة عامة
| الشخصية                   | الممثل         | الموسم | الموسم | الموسم | الموسم | الموسم | الموسم | الموسم | الموسم | الموسم | الموسم | الموسم | الموسم |
| الشخصية                   | الممثل         | 1      | 2      | 3      | 4      | 5      | 6      | 7      | 8      | 9      | 10     | 11     | 12     |
| ------------------------- | -------------- | ------ | ------ | ------ | ------ | ------ | ------ | ------ | ------ | ------ | ------ | ------ | ------ |
| تشارلي كيلي               | تشارلي داي     | رئيسي  | رئيسي  | رئيسي  | رئيسي  | رئيسي  | رئيسي  | رئيسي  | رئيسي  | رئيسي  | رئيسي  | رئيسي  | رئيسي  |
| رونالد "ماك" ماكدونالد    | روب ماكيلهيني  | رئيسي  | رئيسي  | رئيسي  | رئيسي  | رئيسي  | رئيسي  | رئيسي  | رئيسي  | رئيسي  | رئيسي  | رئيسي  | رئيسي  |
| دينيس رينولدز             | غلين هاورتون   | رئيسي  | رئيسي  | رئيسي  | رئيسي  | رئيسي  | رئيسي  | رئيسي  | رئيسي  | رئيسي  | رئيسي  | رئيسي  | رئيسي  |
| دياندرا "سويت دي" رينولدز | كايتلين اولسون | رئيسي  | رئيسي  | رئيسي  | رئيسي  | رئيسي  | رئيسي  | رئيسي  | رئيسي  | رئيسي  | رئيسي  | رئيسي  | رئيسي  |
| فرانك رينولدز             | داني ديفيتو    |        | رئيسي  | رئيسي  | رئيسي  | رئيسي  | رئيسي  | رئيسي  | رئيسي  | رئيسي  | رئيسي  | رئيسي  | رئيسي  |

### تشارلي كيلي
يشترك تشارلي بملكية حانة باديز، لكنه قايض حصته بالبضائع والخدمات، نصف شطيرة، وأشياءاً أخرى. تشارلي صديق ماك منذ الطفولة وكان زميل دينيس ودي في المدرسة الثانوية. وهو شريك فرانك بالسكن. قام تشارلي بأعمال صيانة في الحانة (عرفت بـ«تشارلي يعمل»). لايجيد تشارلي القراءة والكتابة وهو مدمن على الكحول؛ كما ظهر عدة مرات وهو يشم الصمغ والأصباغ. يعيش تشارلي مع فرانك في ظروف مزرية بشقةٍ متهدمة تنتشر فيها الحشرات، ويعاني من مشاكل نفسية عميقة، تطارده في أحلامهُ شخصية تُعرف بــ «رجل الليل»؛ الذي يقتحم المنزل ويعتدي عليه. لتشارلي هوس شديد مع «النادلة»، شخصية متكررة تجد تشارلي بغيضاً ولا تهتم له. وبالرغم من كل هذه الصفات يُعتبر تشارلي الشخص الخلوق والأكثر رأفة في المجموعة. يؤدي تشارلي داي دور الشخصية.

### رونالد «ماك» ماكدونالد
يشترك ماك بملكية الحانة. وهو صديق تشارلي منذ الطفولة، وكان زميل دينيس بالمدرسة الثانوية وزميلهُ بالسكن لاحقاً. والده مُدان محكوم قضى مُعضم حياتهُ في السجن، عادةً مايحاول ماك إثبات صلابتهُ ويدعو نفسه «شريف حانة باديز». كما يتباهى بقوته القتالية، لكنه عادةً ما يهرب من المواجهات. ماك مسيحياً كاثوليكياً وعادة ما يُعبر عن أراءهِ الاصولية المسيحية. يؤدي روب ماكيلهيني دور الشخصية.

### دينيس رينولدز
يشترك دينيس بملكية الحانة وهو شقيق دي التوأم. ببساطة دينيس هو الشخض الأكثر اختلالاً بالمجموعة. يُعزى غرور دينيس إلى تعليمهُ إذ إرتاد جامعة بنسلفانيا ودرس علم النفس. يؤدي غلين هاورتون دور الشخصية.

### دياندرا «دي» رينولدز
هي شقيقة دينيس التوأم والنادلة الأساسية في حانة باديز. تحلم دي بأن تكون ممثلة بالرغم من إنها لاتمتلك أي موهبة وتعاني من رهاب المسرح. ارتدت دي مقوم ظهر حديدي في المدرسة الثانوية، ما تركها مع لقب «الوحش الحديدي». إرتادت جامعة بنسلفانيا لكنها فشلت في حصصها. تعيش دي في شقة وحدها. عادة ما يستهان بأفكارها من قبل الآخرين. ويعيد أحدهم ما قالت كلمة-بكلمة ويدعي بإنها فكرتهُ ويرى الجميع بإنها فكرة جيدة. تؤدي كايتلين اولسون دور الشخصية.

### فرانك رينولدز

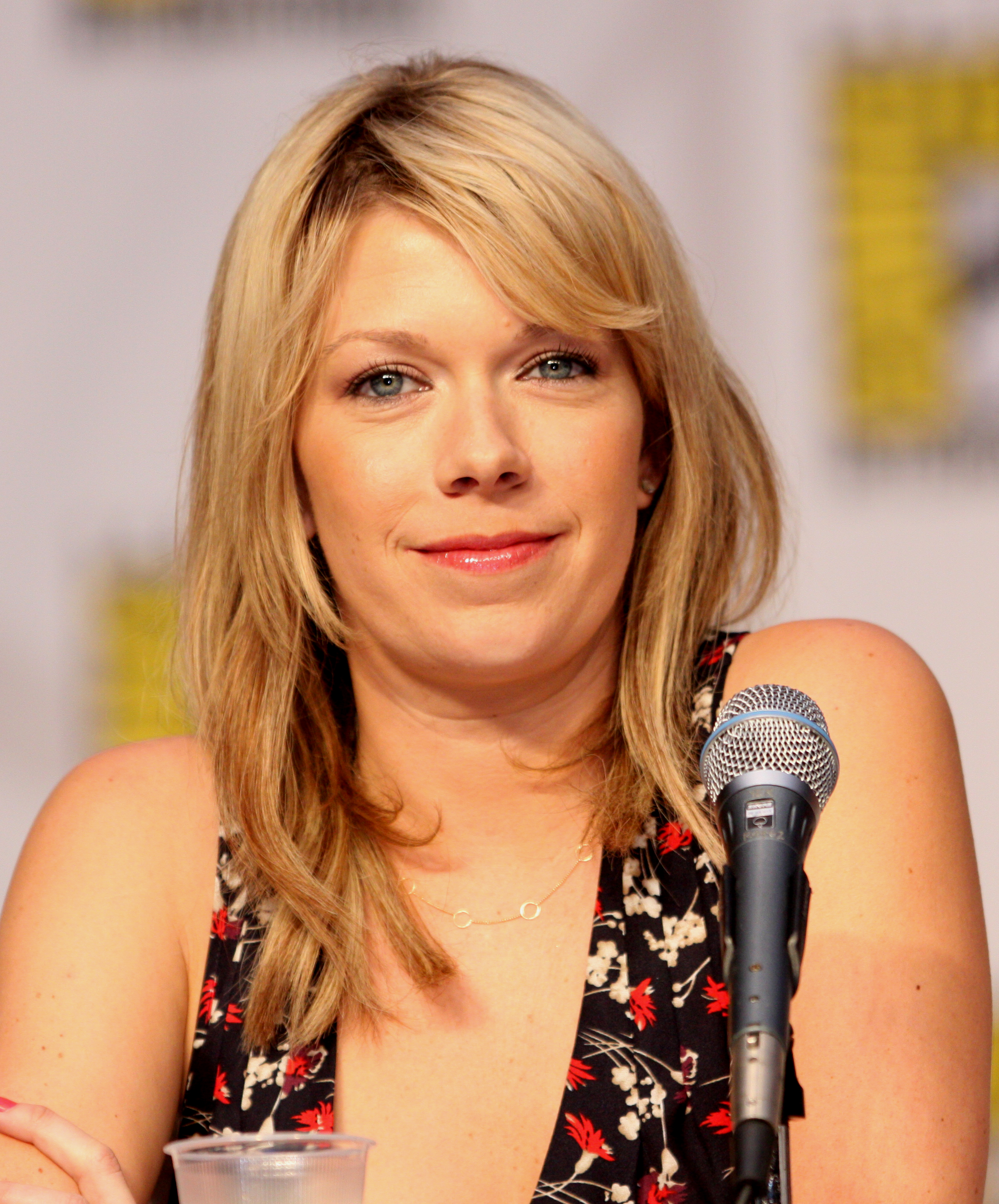
النادلة

(موسم 2 – الآن) – هو زوج والدة دي ودينيس، وقد يكون والد زميلهُ في السكن تشارلي. كان فرانك رجل أعمال ناجح سابقاً، ولهُ صِلات بالأعمال الغير قانونية. لكنهُ قرر ترك كل ذلك وهجر زوجته الخائنة. يؤدي داني ديفيتو دور الشخصية.

## شخصيات ثانوية

### النادلة
النادلة (ماري إليزابيث إليس) هي الشخصية الثانوية الأكثر ظهوراً في المسلسل. ظهرت أول مرة في الحلقة الأولى، وهي فتاة أحلام تشارلي. تعمل في مقهى قرب حانة باديز. النادلة غير مهتمه بتشارلي وتراه مقرفاً، لكنها تهوى دينيس الذي يضاجعها في إحدى الحلقات. أمضت النادلة ليلتين مع تشارلي في جيرسي شور عندما كانت تحت تأثير المخدرات، في صباح اليوم التالي تجد ما حصل مقرفاً وتتهم تشارلي باغتصابها. كمُزحة كوميدية لم يذكر اسم النادلة أبداً منذ الموسم الأول من المسلسل حتى الآن.